# Paola Veneroni
Paola Veneroni (Milano, 15 gennaio 1922 – 15 gennaio 2021) è stata un'attrice e doppiatrice italiana.

## Biografia
Debuttò nel cinema, con la regia di Vittorio De Sica, in Maddalena: zero in condotta del 1940, nel ruolo della studentessa spiona, dando un'ottima prova pur essendo al primo contatto con la macchina da presa.
Nel periodo della seconda guerra mondiale fu attrice di successo in alcune pellicole di notevole successo commerciale. Nel dopoguerra interpretò ruoli di secondo piano in alcuni film, finendo quindi per dedicarsi interamente al doppiaggio e al teatro. Abbandonò il mondo dello spettacolo dopo il matrimonio. L'ultimo film al quale prese parte fu Yvonne la Nuit di Giuseppe Amato con Eduardo De Filippo e Totò.
Morì nel giorno del suo novantanovesimo compleanno.

## Filmografia

Paola Veneroni e Maria Jacobini nel film Signorinette

- Maddalena: zero in condotta, regia di Vittorio De Sica (1940)
- L'angelo del crepuscolo, regia di Gianni Pons (1942)
- Signorinette, regia di Luigi Zampa (1942)
- L'amico delle donne, regia di Ferdinando Maria Poggioli (1943)
- Divieto di sosta, regia di Marcello Albani (1943)
- Il paese senza pace, regia di Leo Menardi (1943)
- Vietato ai minorenni, regia di Mario Massa (1944)
- L'innocente Casimiro, regia di Carlo Campogalliani (1945)
- Il ventesimo duca, regia di Lucio De Caro (1945)
- Le miserie del signor Travet, regia di Mario Soldati (1945)
- L'amante del male, regia di Roberto Bianchi Montero (1947)
- I fratelli Karamazoff, regia di Giacomo Gentilomo (1947)
- Un mese di onestà, regia di Domenico Gambino (1948)
- Yvonne la Nuit, regia di Giuseppe Amato (1949)

### Doppiatrici
- Miranda Bonansea in: Yvonne la Nuit

## Doppiaggio
- Lana Turner in Uno scozzese alla corte del Gran Kan (ridoppiaggio)
- Veronica Lake in Il fuorilegge
- Donna Reed in Il ritratto di Dorian Gray
- Virginia Mayo in Jack London
- Cyd Charisse in Le ragazze di Harvey
- Nancy Gates in La maschera e il cuore
- Jean Hagen in L'imboscata
- June Lockart in Il figlio di Lassie
- Barbara Bates in Il segreto del lago
- Diana Lynn in Frutto proibito
- Debra Paget in Quattordicesima ora
- Estela Inda in Il capitano di Castiglia
- Margaret Early in Figlia del vento (doppiaggio originale)
- Giuliana Pinelli in Ogni giorno è domenica

## Il teatro di rivista
- Scandalo al collegio, di Mario Amendola, regia di Macario, 1944
- Il cinque di fiori, ovvero chi ha ucciso Mr. Brown?, di Mario Amendola, regia di Macario, 1944